# Alyssa Milano
Alyssa Jayne Milano (født 19. december 1972 i Brooklyn, New York) er en amerikansk sanger- og skuespillerinde. Forældrene hedder Tom og Lin Milano, og hendes yngre bror hedder Cory. Op gennem 1990'erne udgav hun fem albummer, som hittede i Japan. I 1998 kom fik hun en rolle i tv-serien Heksene fra Warren Manor). Hun spillede med i 178 afsnit over otte sæsoner frem til 2006.
Foruden karrieren som skuespiller, har Milano været politisk aktiv. Den 15. oktober 2017 skrev hun tweetet med tagget #metoo, der startede en global diskussion. Hendes ide var at skabe et forum, hvor kvinder uden at gå i detaljer, kunne fremsætte påstande om seksuelle krænkelser begået af mænd i den amerikanske filmindustri. Derudover har hun deltaget i diskussioner om bl.a. abort og retten til at bære våben.

## Privatliv
Privat har Alyssa blandt andet været kærester med Justin Timberlake.
I december 2008 blev hun forlovet med David Bugliari, efter at de havde dannet par i et år, og de blev gift den 15. august 2009 i Bugliaris familjehjem i New Jersey. De har en søn sammen, Milo, og en datter, Elizabella.

## Diskografi
- 1992 – Do You See Me?
- 1991 – Locked Inside A Dream.
- 1990 – Best in the World.
- 1989 – Look In My Heart.
- 1989 – Alyssa.

## Filmografi
- 2022 – Brazen som Grace Miller
- 2002 – Kiss the Bride som Amy
- 2001 – Diamond Hunters (mini serie) som Tracey Van der Byl
- 2000 – The Women of Charmed (TV) som sig selv/Phoebe Halliwell
- 2000 – Buying the Cow
- 1999 – Jimmy Zip
- 1998 – Heksene fra Warren Manor (serie) som Phoebe Halliwell/Patricia Halliwell i sæson 1 episoden “thank you for not morphing” i en hjemme-video.
- 1998 – Goldrush: A Real Life Alaskan Adventure som Frances Ella Fitz
- 1997 – Hugo Pool som Hugo Dugay
- 1997 – Below Utopia som Susanne
- 1997 – Melrose Place (serie) som Jennifer Mancini Campbell
- 1996 – To Brave Alaska som Denise Harris
- 1996 – Glory Daze som Chelsea
- 1996 – Fear som Margo Masse
- 1996 – Public Enemies som Amaryllis
- 1995 – Deadly Sins som Cristina
- 1995 – Poison Ivy II som Lily
- 1995 – The Surrogate som Amy Winslow
- 1994 – Embrace of The Vampire som Charlotte
- 1993 – Candles in the Dark som Sylvia Velliste
- 1993 – Casualties of Love: The Long Island Lolita Story som Amy Fisher
- 1993 – Confessions of a Sorority Girl som Rita
- 1993 – Conflict Interest som Eve
- 1993 – Double Dragon som Marian Delario
- 1993 – The Webbers som Fan
- 1992 – Little Sister som Diana
- 1992 – Where the Day Takes You som Kimmy
- 1989 – Speed Zone som Lastbilschauffør
- 1988 – Dance 'Til Dawn som Shelley Sheridan
- 1988 – Crash Course som Vannessa Crawford
- 1986 – The Canterville Ghost som Jennifer
- 1985 – Commando som Jenny
- 1984 – Who's the Boss? (serie) som Samantha Micelli
- 1984 – Old Enough som Diane

## Ekstern henvisning
- Alyssa Milano på Internet Movie Database (engelsk)
- Alyssa Milano på Filmdatabasen
- Alyssa Milano på Scope
- Alyssa Milano på Svensk Filmdatabas (svensk)
- Alyssa Milano på AlloCiné (fransk)
- Alyssa Milano på AllMovie (engelsk)
- Alyssa Milano på Turner Classic Movies (engelsk)
- Alyssa Milano på Rotten Tomatoes (engelsk)
- Alyssa Milano på TV Guide (engelsk)
- Alyssa Milano på The Movie Database (engelsk)